# Gran Camiño
O Gran Camiño é uma corrida de ciclismo por etapas que se disputa na Espanha, na comunidade autónoma de Galiza, desde o ano 2022.
Desde a sua criação, a corrida faz parte do UCI Europe Tour dentro da categoria 2.1.

## Palmarés
| Ano  | Vencedor           | Segundo          | Terceiro        |
| ---- | ------------------ | ---------------- | --------------- |
| 2022 | Alejandro Valverde | Michael Woods    | Mark Padun      |
| 2023 | Jonas Vingegaard   | Jesús Herrada    | Ruben Guerreiro |
| 2024 | Jonas Vingegaard   | Lenny Martinez   | Egan Bernal     |
| 2025 | Derek Gee          | Davide Piganzoli | Magnus Cort     |

## Palmarés por países
Actualizado após edição de 2024
| País      | Vitórias |
| --------- | -------- |
| Dinamarca | 2        |
| Espanha   | 1        |